# Wild Style (writing)

Wildstyle di Rime a Los Angeles

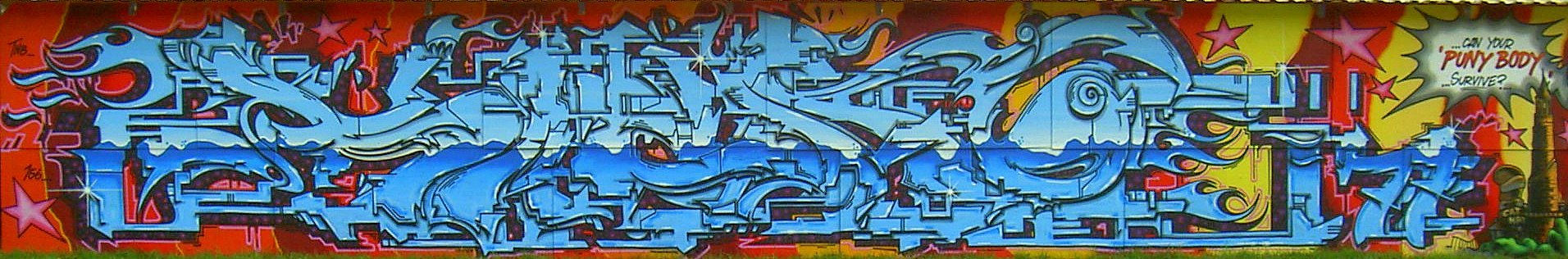
Wildstyle di Kacao77 a Roskilde

Il wild style o wildstyle è una forma complessa ed intricata di graffiti writing. Collegato alla sua complessità, spesso c'è una certa difficoltà ad interpretarlo per chi non ha familiarità con il genere.

## Caratteristiche
Questo stile incorpora lettere intrecciate e sovrapposte, forme indipendenti e associazioni con frecce, picche ed altri elementi decorativi che dipendono dalla tecnica utilizzata. Le numerose componenti di questo stile lo rendono difficile da riprodurre omogeneamente, tale riproduzione omogenea è uno degli obiettivi e delle maggiori sfide dell'artista, nell'intento di concepire uno stile proprio.
Le realizzazioni in wildstyle sono conosciute anche come "burner", ovvero calde come il fuoco, e usualmente sono utilizzate dall'artista più che altro per dimostrare le proprie capacità artistiche, piuttosto che per rappresentare un messaggio politico o sociale. Per realizzare un wild style bisogna innanzitutto partire dalla tipica forma iniziale del writing, il "lettering" che si forma con la costruzione delle lettere scelte. Le lettere devono essere molto intrecciate e talvolta costruite le une dalle altre. Spesso si aggiungono elementi come tribali e frecce.

## Storia
I pionieri di tale particolare genere furono i writer Tracy 168 e Stay High 149, e successivamente colui che più si distinse in tale arte fu Zephyr, dotato di uno stile particolarmente personalizzato.

## Stili
Wildstyles comunemente include una serie di curve e letters talmente trasformate e plasmate da diventare di difficile discernimento per un occhio non abituato all'arte dei graffiti. È inoltre comune la pratica di inserire elementi tridimensionali nell'opera, o addirittura di trasformare tutta la struttura della parola in un elemento tridimensionale, aggiungendo la percezione di profondità. Così facendo un writer inizia a sviluppare la sua bozza aggiungendo elementi come frecce, puppets, distorsioni. Con il tempo e con l'allenamento ogni writer può riuscire a sviluppare il proprio stile.